# Gustav Jirsch

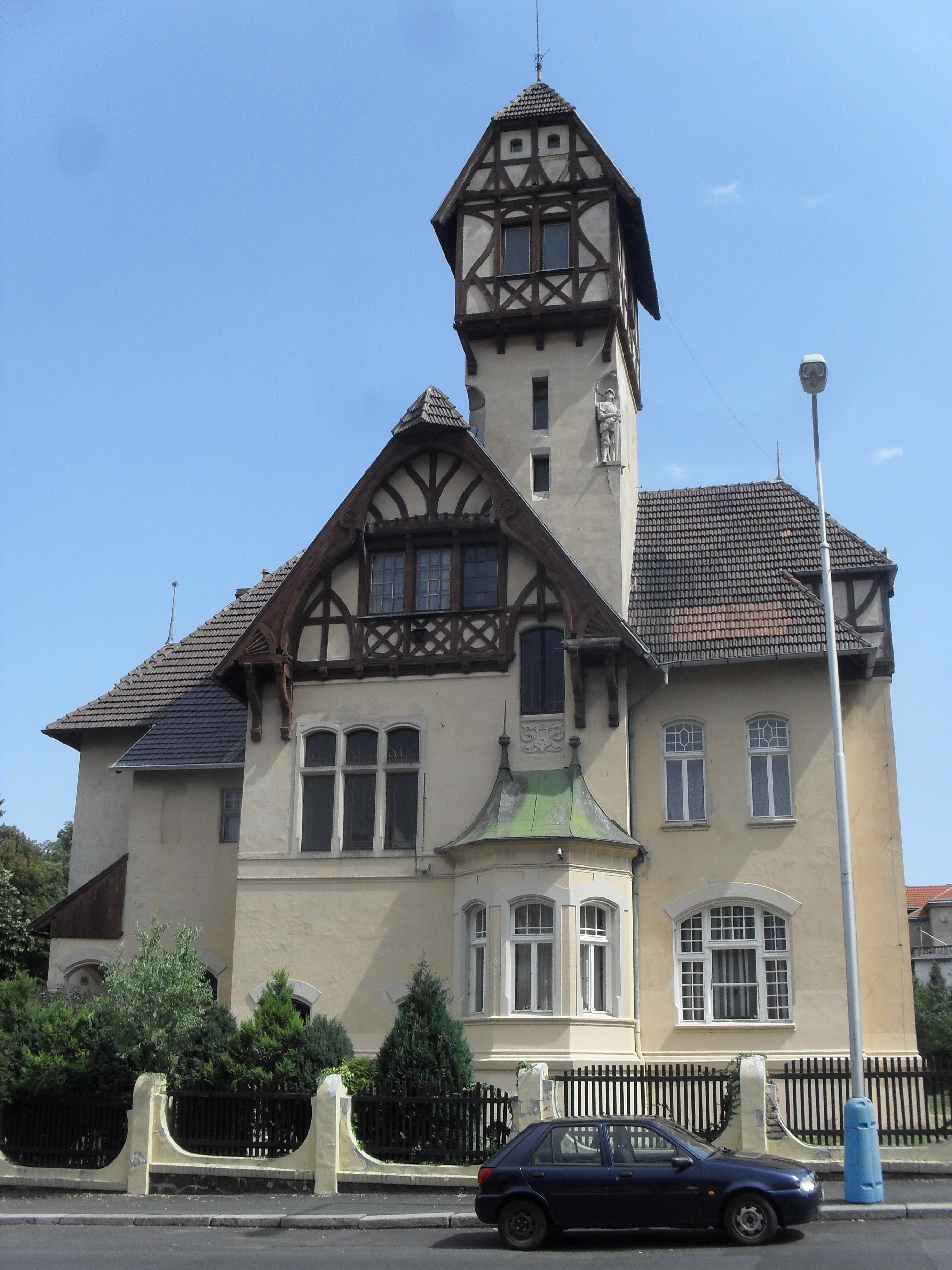
Die Jirsch-Villa („Haus mit dem Ritter“) in Teplitz

Gustav Adolf Jirsch (* 7. August 1871 in Teplitz; † 4. Mai 1909 ebenda) war ein deutsch-böhmischer Architekt des Historismus und Baumeister in Teplitz-Schönau. Er studierte an der Staatsgewerbeschule in Reichenberg (spätere Střední průmyslová škola stavební – Sekundarschule für Bauwesen) zeitgleich mit dem Architekten Rudolf Bitzan.

## Bauten

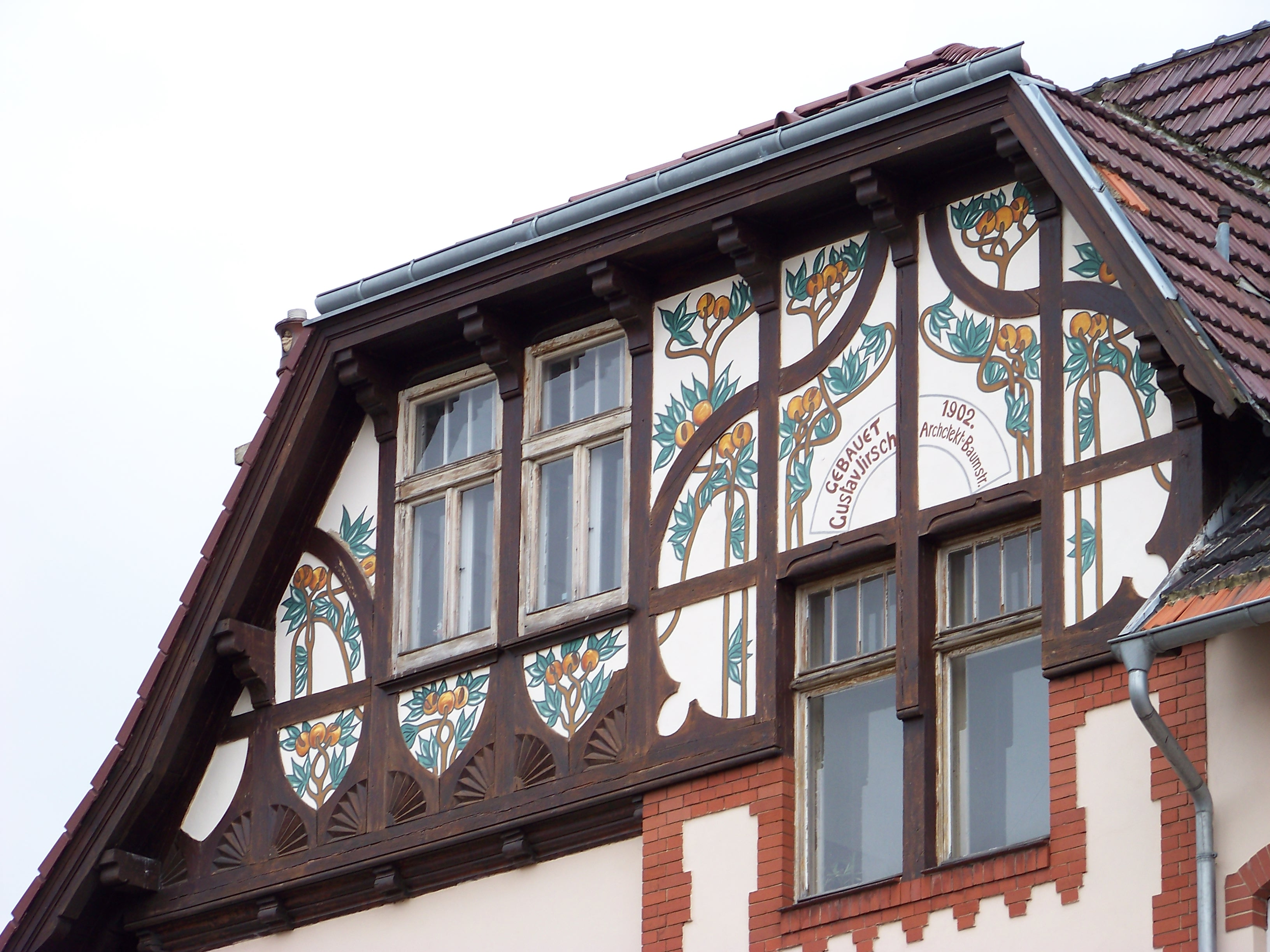
Hinweis auf Gustav Jirsch am Haus Josef-Suk-Str. 1 in Teplitz

- 1897: Ehem. Kaiser-Franz-Joseph-Warte, errichtet für den Alpenverein Teplitz, ab 1918 Hohe Warte oder Ziegenschloss bzw. Restaurant Letna auf dem Letna-Hügel in Teplice, Na Letné 835/9 (unter Denkmalschutz ID-Nr. 43973/5-5257)[2][3]
- 1900: Ehem. Jirsch-Villa in Teplitz-Schönau, genannt Haus mit dem Ritter Teplice, Pod Doubravkou 1348/10 Ecke Josef-Suk-Str., errichtet im Heimatstil mit Jugendstil-Elementen mit 25 m hohem Turm (unter Denkmalschutz ID-Nr. 43969/5-5253)[4]
- 1902 Doppel-Villa in Teplice, Josefa Suka 1371/1 und Křičkova 1372/11
- 1904/1905: Haus Josef Rehn Teplice, U Císařských lázní 367/5 und Haus Max Stange Teplice, Dlouhá 109/41[5]
- 1907–1909: Katholische Herz-Jesu-Kirche in Teplitz-Turn, genannt Rote Kirche, dreischiffige Basilika mit 74 m hohem Glockenturm, Stil: Neogotik, Teplice, U Červeného kostela[6]
- 1909–1911: Steinbad in Teplitz – Kamenné lázně Teplice, U Hadích lázní 1470/1 (zusammen mit Edmund Arnim aus Potsdam) (unter Denkmalschutz ID-Nr. 43255/5-2506)[7]